# Любомир Владимиров
Любомир Владимиров Владимиров е български учен и политик.

## Биография
Роден е на 6 март 1974 г. в град Русе. През 1999 г. завършва специалност „Европеистика“ в Русенския университет „Ангел Кънчев“, а през 2005 година се дипломира по специалността „Стопански и финансов контрол“ към Стопанска академия „Д. А. Ценов“ в град Свищов.
През 1999 г. започва работа като сътрудник към Научно-изследователски сектор при Русенския университет, където работи по организация на научно-изследователска и производствена дейност на преподавателите към катедра „Екология и опазване на околната среда“.
От 1999 г. е последователно асистент, старши асистент, главен асистент, доцент и професор в Русенския университет, Аграрно-индустриален факултет, катедра „Екология и опазване на околната среда“, където обучава студенти от специалност „Екология и техника за опазване на околната среда“ по дисциплините „Теория на риска“, „Екологичен мениджмънт“, „Отпадъчно стопанство",”Екологична експертиза”,”Опазване на околната среда”, „Екологична политика“ и други специалности и дисциплини.
От 2007 г. е и асистент, старши асистент, главен асистент, доцент и професор във Варненския свободен университет „Черноризец Храбър“, Юридически факултет, катедра „Сигурност и безопасност", където работи по обучението на студенти от специалност „Защита на националната сигурност“ по дисциплините „Оценка на риска“, „Безопасност на производствените процеси“, „Аварийно-спасителна техника“, „Евакуация на сгради и обекти“, „Аварийно – възстановителни работи“, „Пожаротехнически експертизи“, „Графична информация и документация“, „Безопасност на сгради и обекти“ и редица други специалности и дисциплини областта на защитата от аварии и бедствия.
От 2015 г. е професор във Висшето училище по агробизнес и развитие на регионите по организация и управление извън сферата на материалното производство (управление на риска), където преподава по мениджмънт на околната среда, местно самоуправление и методи и стратегии в управлението.
В периода 2007-2009 г. е избран за общински съветник и заместник-председател на Общинския съвет в Русе и е член на Комисията по бюджет и финанси и Комисията по икономическа и инвестиционна политика.
От 2009 до 2017 г. е избиран за народен представител в XLI народно събрание от ПП „Атака“ (19-и МИР – Русе), XLII народно събрание от 19-и МИР – Русе и в XLIII народно събрание от 4-ти МИР – Велико Търново.
През 2009 г. във Военна академия „Г. С. Раковски“ защитава дисертация на тема „Рискметрия в екологичната сигурност“, по научната специалност „Организация и управление извън сферата на материалното производство“ и получава образователна и научна степен „доктор“.
От 2010 г. проф. д.н. Любомир Владимиров редовно е избиран в научни журита по Закона за развитие на академичния състав в Република България, където оценява дисертационни трудове и кандидати за академични длъжности.
През 2012 г. отново във Военната академия защитава втори дисертационен труд на тема „Мениджмънт на трансграничната екологична сигурност“ по научна специалност „Организация и управление извън сферата на материалното производство (Управление на сигурността и отбраната), където му е присъдена научна степен „доктор на науките“.
От 2012 г. е член на редакционната колегия на Международното списание „Устойчиво развитие“, където се занимава активно с рецензиране, редактиране, корекция и разпространение на научни знания.
От 2021 г. след проведен конкурс е назначен за директор на Дирекция "Екология и транспорт" в Община Русе. Проф. д.н. Любомир Владимиров активно работи по изготвянето, актуализирането и отчитането на планове, програми и стратегии на общината, както и координира взаимодействието на общинската администрация с други държавни и териториални институции по проблеми, отнасящи се до благоустрояването, озеленяването, опазването на околната среда (ООС) и транспорта. Осъществява координация и контрол на фирмите, извършващи дейности по транспорта, строителство, сметосъбиране и сметоизвозване, снегопочистване, почистването и поддържането на териториите, предназначени за обществено ползване, експлоатацията на депа и инсталации,  както и контрол по изпълнението на сключените договори. Участва в разработването на проекти за кандидатстване пред инвестиционни фондове за отпускане на средства за ООС и организацията на движение и областта на транспорта.
Проф. д.н. Любомир Владимиров е създател е на единственият в Република България "Екологичен кадастър на Община Русе".  Целта на кадастъра е да се създаде система за управление на качеството на атмосферния въздух на територията на общината - локална система за многостепенно управление в Европейския съюз. Екологичният кадастър на Община - Русе, включва: - кадастър на източници на замърсяване на атмосферния въздух; - кадастър на замърсители по видове; - режими на функциониране на източниците на замърсители; - показатели за емисии на замърсители по източници и кадастрално разположение; - концентрации на замърсители в атмосферния въздух по териториално разпределение в Община - Русе; - картографиране на разпространението на замърсителите на територията на Община - Русе. В кадстъра ще бъдат включени и оценка на риска за заболеваемост на населението и риска за промени в природната среда, както и прогнозиране на степента на възможните вреди в околната среда и сред населението.